# Joanna Rode
Joanna Rode (* 30. Juli 1997 in Berlin, Deutschland) ist eine deutsche Handballspielerin, die für den deutschen Oberligisten HC Burgenland aufläuft.

## Karriere

### Im Verein
Rode begann das Handballspielen beim MTV 1860 Altlandsberg. Nachdem die Außenspielerin anschließend für den Frankfurter Handball Club gespielt hatte, wechselte sie im Jahr 2013 in die Jugendabteilung vom HC Leipzig. Am 15. Januar 2014 gab sie ihr Bundesligadebüt für die Damenmannschaft vom HC Leipzig, die einige Ausfälle zu beklagen hatte. Bis zum Saisonende 2014/15 warf sie 17 Tore. Ab der folgenden Saison gehörte sie offiziell dem Bundesligakader an. Im DHB-Pokal der Saison 2015/16, den Leipzig gewann, kam sie ebenfalls zum Einsatz. Nachdem der HC Leipzig im Jahr 2017 Insolvenz angemeldet hatte, schloss sie sich dem Bundesligaaufsteiger HC Rödertal an. Ein Jahr später unterschrieb Rode einen Vertrag bei Bayer Leverkusen. Im Sommer 2020 wechselte sie zur Neckarsulmer Sport-Union. Zu Beginn der Saison 2020/21 zog sie sich eine schwere Knieverletzung zu. Im Sommer 2021 verließ Rode den Verein und legte eine Pause ein. Im September 2022 gab sie ihr Comeback beim HC Leipzig. Seit der Saison 2023/24 läuft Rode für HC Burgenland auf, mit dem sie in der ersten Spielzeit in der Oberliga antrat und seit 2024 in der Regionalliga spielt.

### In Auswahlmannschaften
Rode nahm mit der deutschen Jugendnationalmannschaft an der U-17-Europameisterschaft 2013 teil, welche Deutschland auf dem zehnten Platz abschloss. Ein Jahr später errang sie bei der U-18-Weltmeisterschaft die Silbermedaille. Im Turnierverlauf erzielte sie acht Treffer. Mit der deutschen Juniorinnennationalmannschaft belegte sie den fünften Platz bei der U-19-Europameisterschaft 2015. Rode nahm an Regionallehrgängen der deutschen Nationalmannschaft teil.

## Sonstiges
Ihre beiden Schwestern Elaine Rode und Jennifer Rode spielen ebenfalls Handball.